# The Aquanauts
The Aquanauts (más tarde conocida como Malibu Run) es una serie de televisión dramática/de aventuras estadounidense que se emitió en CBS en la temporada 1960-1961. La serie está protagonizada por Keith Larsen, Jeremy Slate y Ron Ely, quien luego reemplazó a Larsen a mitad de temporada.

## Sinopsis
La serie de una hora de duración se centra en las aventuras de dos buceadores del sur de California, Drake Andrews (Larsen) y Larry Lahr (Slate), que se ganaban la vida salvando naufragios hundidos. En enero de 1961, Larsen abandonó la serie por problemas de salud. En la serie, su personaje se reincorporó a la Armada y un nuevo personaje, Mike Madison (Ron Ely), se unió al elenco. Un mes después, el formato de la serie también cambió, con los personajes del programa, Larry y Mike, abriendo una tienda en Malibú. Al no encontrar más peligros bajo el agua, las historias cambiaron a situaciones involucradas en tierra. Para reflejar los cambios en el formato, la serie fue retitulada Malibu Run.
El programa competía con Wagon Train de NBC y la efímera Hong Kong de ABC. Incapaz de competir con la altamente calificada Wagon Train de NBC, la serie fue cancelada después de una temporada.

## Reparto
- Keith Larsen como Drake Andrews.
- Jeremy Slate como Larry Lahr (1960).
- Ron Ely como Mike Madison (1961).
- Charles Thompson como el capitán (1961).

### Estrellas invitadas notables
Dyan Cannon, Russ Conway, Donna Douglas, Peter Falk, Robert Knapp, Sam Levene, Audrey Meadows, Carroll O'Connor, Susan Oliver, Burt Reynolds, Sue Randall, Inger Stevens, Jane Withers, Keenan Wynn, James Coburn, Jim Davis, Larry Pennell y Ken Curtis, estos dos últimos actores más tarde famosos por Ripcord. En el episodio «The Double Adventure» , Rue McClanahan hace una pequeña aparición como camarera en un restaurante.